# 소진 (배우)

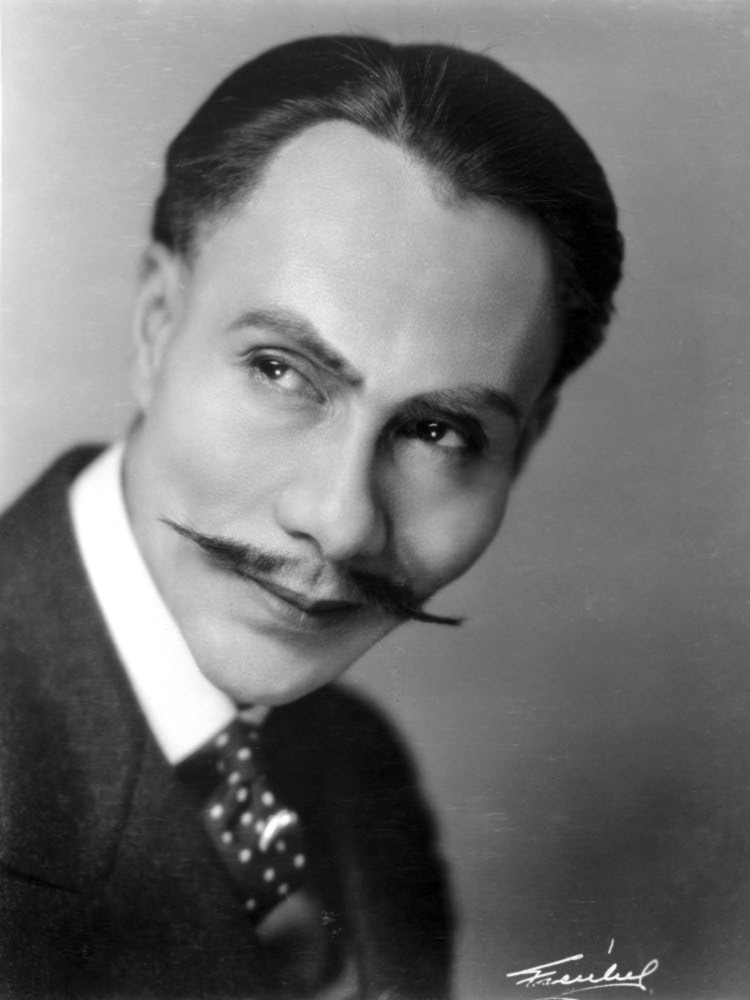

소진(Sojin, 1884년 1월 30일 ~ 1954년 7월 28일)은 일본의 배우이다.
센다이시에서 태어났으며 도쿄에서 사망하였다.

## 영화
- 7인의 사무라이 (1954년)
- 쇼 오브 쇼 (1929년)
- 중국 앵무새 (1927년)
- 왕중왕 (1927년)
- 씨 비스트 (1926년)
- 바그다드의 도둑 (1924년)